# Rádio Tierra
A Rádio Tierra (1991-2013)  foi uma rádio comunitária, cidadã e independente que se localizou no bairro Bellavista em Santiago de Chile. Foi criada em 31 de agosto de 1991 pela Corporação de mulheres La Morada na frequência 1300 AM. A partir de 2004 converteu-se numa rádio em linha que assegura a emissão de programas políticos, culturais e musicais.
Destacou-se por seu compromisso em matéria de direitos humanos e mais precisamente pela defesa da liberdade de expressão e do direito à comunicação. Por isso foi uma sócia ativa da Associação Mundial de Rádios Comunitárias, AMARC. 